# Tsiombe
Tsiombe är en ort i Madagaskar.   Den ligger i regionen Androyregionen, i den södra delen av landet, 700 km söder om huvudstaden Antananarivo. Tsiombe ligger 66 meter över havet och antalet invånare är 29 825.
Terrängen runt Tsiombe är huvudsakligen platt. Tsiombe ligger nere i en dal. Runt Tsiombe är det ganska glesbefolkat, med 26 invånare per kvadratkilometer. Det finns inga andra samhällen i närheten. Omgivningarna runt Tsiombe är huvudsakligen savann.